# Cantone di Vivonne
Il Cantone di Vivonne è una divisione amministrativa dell'arrondissement di Poitiers.
A seguito della riforma complessiva dei cantoni del 2014 è passato da 6 a 16 comuni.

## Composizione
Prima della riforma del 2014 comprendeva i comuni di:
- Château-Larcher
- Iteuil
- Marçay
- Marigny-Chemereau
- Marnay
- Vivonne

Dal 2015 comprende i comuni di:
- Aslonnes
- Château-Larcher
- Dienné
- Fleuré
- Gizay
- Iteuil
- Marçay
- Marigny-Chemereau
- Marnay
- Nieuil-l'Espoir
- Nouaillé-Maupertuis
- Roches-Prémarie-Andillé
- Smarves
- Vernon
- La Villedieu-du-Clain
- Vivonne